# Wolfenstein II: The New Colossus
Wolfenstein II: The New Colossus är en förstapersonsskjutare utvecklad av Machinegames och utgivet av Bethesda Softworks den 27 oktober 2017 till Microsoft Windows, Playstation 4 och Xbox One, en version till Nintendo Switch släpptes 29 juni 2018. Det utspelar sig i en alternativ historia år 1961 och som följer krigsveteran William "B.J." Blazkowicz och hans uppdrag att bekämpa nazistregimen i USA.